# Szaszaki Norio
Szaszaki Norio (佐々木 則夫; Hepburn: Sasaki Norio) (Jamagata prefektúra, 1958. május 24. –) japán válogatott labdarúgó, később a japán női labdarúgó-válogatott szövetségi kapitánya is volt.